# 硬草属
硬草属（学名：Sclerochloa）是禾本科下的一个属。该属共有数种，常分布于欧洲和东亚。

## 下属物种
含3种，分布于欧洲、地中海地区、亚洲喜马拉雅。中国有2种。
- 硬草 Sclerochloa dura (L.) Beauv.
- 耿氏硬草 Sclerochloa kengiana (Ohwi) Tzvel.